# Abbas Koty
Abbas Koty Yacoub (1952–22 de outubro de 1993) foi um político chadiano e líder rebelde.

## Biografia

### Formação
Abbas Koty recebeu sua educação primária em sua cidade natal, Iriba. Continuou os estudos secundários primeiro no liceu franco-árabe de Abéché e depois no Lycée Félix Eboué de N'Djamena até obter o bacharelado série A4. Em 1976, matriculou-se na Escola Militar de Armas Combinadas para Oficiais em N'Djamena, onde se formou como oficial em 1978.

### Carreira
Koty, um Zaghawa, foi Diretor do Gabinete Militar sob o comando do Chefe de Estado Goukouni Oueddei de 1979 a junho de 1982, quando Oueddei foi deposto por Hissène Habré. Ele então partiu para o exílio na Nigéria. Embora contrário a Habré, retornou ao Chade em 1985 como parte de uma política de reconciliação nacional e, em 1986, foi nomeado encarregado de negócios para o Sudão, servindo lá até 1988.
Koty, em seguida, juntou-se a organização rebelde Movimento Patriótico de Salvação (MPS) e tornou-se membro de seu bureau político. Após a tomada do poder no Chade em dezembro de 1990, ele foi promovido a coronel e tornou-se chefe do Estado-Maior do Exército. Em maio de 1991, foi nomeado Ministro da Defesa, Veteranos e Vítimas de Guerra do presidente Idriss Déby; em dezembro de 1991, foi transferido para o cargo de Ministro de Obras Públicas e Transportes. Em um congresso do MPS, Koty foi eleito para o Comitê Executivo do partido e encarregado da defesa e segurança.
Em 18 de junho de 1992, foi anunciado que um complô golpista organizado por Koty havia sido frustrado. Koty fugiu para o exílio em Camarões, onde foi um dos fundadores do Comitê Nacional de Recuperação (CNR) em 21 de junho. Em novembro de 1992, foi eleito presidente do grupo. Em 15 de agosto de 1993, ele assinou um acordo de paz com o governo em Trípoli, Líbia, e posteriormente retornou ao Chade. Em 16 de outubro, assinou um novo acordo com o governo, que previa a transformação do CNR em partido político, bem como a integração dos combatentes do grupo no exército. Em 22 de outubro, no entanto, Koty foi baleado e morto em N'Djamena pelas forças de segurança. Segundo o governo, ele planejava um golpe e resistiu à prisão, mas o CNR negou e disse que Koty foi morto porque Déby o considerava uma ameaça devido à sua popularidade. Um relatório de direitos humanos do Departamento de Estado dos Estados Unidos também lançou dúvidas sobre o relato oficial, alegando que havia "fortes evidências de que se tratava de um assassinato político".